# C22H24BrNO
化学式C22H24BrNO（摩尔质量：398.34 g/mol）可能指：
- JWH-304，CAS号：864445-63-6
- JWH-305，CAS号：864445-61-4